# قانون گریم
گریم، زبانشناس آلمانی در سال ۱۸۱۹ دستور تطبیقی زبان‌های ژرمانی (گوتی، اسکاندیناوی، انگلیسی، فریزلندی، هلندی و آلمانی) را نوشت. در چاپ دوم همین کتاب، او تقارن‌های آوایی منظم موجود میان زبان‌های سانسکریت، یونانی، لاتین و زبان‌های ژرمانی را نشان داد، و از این راه ، پیوند زبان‌های ژرمانی را با خانوادهٔ زبان‌های هندواروپایی مشخص کرد. در واقع، گریم پس از خواندن اثر راسک ملاحظات تدوین شدهٔ خود را دربارهٔ تقارن تغییرات صامتهای زبان‌های هندواروپایی در اثر خود یعنی چاپ دوم کتاب یادشده در بالا در سال ۱۸۲۲ ارائه کرد. البته اهمیت کار گریم تنها نشان دادن تقارن‌های آوایی میان زبان‌های ژرمانی و دیگر زبان‌های خانوادهٔ هندواروپایی نیست، بلکه این اهمیت در کشف نظم صریحی است که بر تقارن‌های آوایی یادشده حاکم است. نظم تقارن‌های آوایی و یا بیان دقیق‌تر، نظام تقارن موجود میان صامت‌های زبان‌های یادشده در بالا بعداً به عنوان قانون گریم (به انگلیسی: Grimm's law) نامیده شد.

## چگونگی عملکرد
در واقع، قانون گریم از نخستین قوانین تغییرات آوایی بود که بر پایهٔ آن ارتباط خویشاوندی زبان‌های هندواروپایی و برخی خانواده‌های زبانی دیگر مشخص می‌شود. قانون گریم به خوبی نشان می‌دهد که تغییرات آوایی تصادفی نیست، بلکه در همهٔ زبان‌ها با نظم خاصی صورت می‌پذیرد. قانون گریم از لحاظ نشان دادن تقارن‌های آوایی موجود میان زبان‌های هندواروپایی به ویژه تقارن‌های میان دسته‌های صامت‌ها از سه مخرج و سه گونه رهش از معتبرترین یافته‌ها در این زمینه به شمار می‌رود. گریم تقارن‌های آوایی منظم میان زبان‌های سانسکریت، یونانی، لاتین و زبان‌های ژرمانی را مشخص کرد.

## جدول تقارن موجود میان صامت‌ها
| انگلیسی   | لاتین    | سانسکریت   | هندواروپایی |
| --------- | -------- | ---------- | ----------- |
| f father  | p patar  | p piter    | p*          |
| θ Three   | t trēs   | t trayas   | t*          |
| h hound   | k canis  | ś śun      | k*          |
| p lip     | b labium | ---        | b*          |
| t two     | d duo    | d dva      | d*          |
| k acre    | g ager   | j ajras    | g*          |
| b brother | f frāter | bh bhrātar | bh*         |
| d do      | f fē-ci  | dh dhā     | dh*         |
| g wagon   | h veh-ō  | h vah      | gh*         |

(نشانهٔ * مشخص کنندهٔ صورت فرضی یا بازسازی شده است. نماد ś نشان دهندهٔ صامت سایشی متفاوت با s است.)